# Domfront, Oise

Domfront este o comună în departamentul Oise, Franța. În 1 ianuarie 2022 avea o populație de 317 de locuitori.